# Nazwiska węgierskie
Na Węgrzech, podobnie jak np. w Polsce, przyjęty jest system "imię+nazwisko" aczkolwiek zwyczaj nakazuje umieszczać najpierw nazwisko, potem imię (imiona). Nazwisko dziedziczone jest zwykle po ojcu. Dopuszczalne jest posiadanie dwóch imion oraz podwójnych nazwisk.

## Historia
Ewolucja nazwisk węgierskich przebiegała podobnie jak w pozostałych regionach Europy Środkowej. Ich kształtowanie nastąpiło już zapewne w średniowieczu ale proces ich formowania zamknął się pod koniec XVIII w., w wyniku reform józefinskich (tereny Węgier włączone były wówczas do Austrii). Współcześnie liczną grupę stanowią etnonimy (Tóth, Horváth, Németh, Török, Oláh), nazwiska urobione od wykonywanych zawodów, nazwiska odapelatywne. Sporo nazwisk równoważnych imionom popularnym (Simon, Balázs).

## Nazwiska mężatek
Tradycyjnie kobieta przejmowała nie tylko nazwisko ale i imię męża (z końcówką -né), np. Mária Varga po wyjściu za Andrása Szabó stawała się Szabó Andrásné. Możliwa jest też mieszana forma, np. Éva Varga po ślubie z mężczyzną o nazwisku Vig nazywa się Vigné Varga Éva.

## Lista najpopularniejszych nazwisk
Poniżej lista nazwisk, które było noszone na Węgrzech przez więcej niż 10 tys. osób w 1998 roku. W nawiasach liczby osób. Obok tłumaczenie lub podanie etymologii nazwiska ew. podanie polskiego odpowiednika.
1. Nagy (244 663) – Duży, Wielki (nazwisko nadawany osobom starszym, ważniejszym)
2. Kovács (228 274) – Kowal/Kowalski
3. Tóth (223 291) – Słowak (ale również pogardliwie, w znaczeniu "wieśniak")
4. Szabó (217 066) – Krawiec
5. Horváth (201 524) – Chorwat
6. Kiss (139 919) – Mały, również w rozumieniu Młodszy
7. Varga (137 398) – Szewc
8. Molnár (112 878) – Młynarz
9. Németh (97 715) – Niemiec
10. Farkas (83 755) – Wilk
11. Balogh (79 653) – Mańkut, być może też jako określenie innych ułomności
12. Papp (56 235) – Ksiądz
13. Takács (55 180) – Tkacz
14. Juhász (54 267) – Pastuch
15. Mészáros (42 738) – Masarz (może też Rzeźnik)
16. Lakatos (41 005) – Ślusarz
17. Simon (39 881) – Szymon
18. Oláh (37 147) – Wołoch
19. Fekete (34 755) – Czarny
20. Rácz (34 518) – Serb
21. Szilágyi (32 628)
22. Török (27 888) – Turek
23. Fehér (27 262) – Biały
24. Gál (26 557) – Gal (=Francuz)
25. Balázs (26 158) – Błażej
26. Pintér (25 156) – Bednarz
27. Szűcs (24 734) – Kuśnierz
28. Kocsis (24 432) – Woźnica
29. Fodor (24 045) – Kędzior
30. Kis (23 042) – Mały
31. Szalai (22 733)
32. Magyar (22 174) – Madziar (Węgier)
33. Sipos (21 839)
34. Bíró (21 606) – Sędzia, polski odpowiednik: Starosta
35. Lukács (20 820) – Łukasz
36. Gulyás (20 614) – Pastuch
37. Orsós (19 996)
38. Király (19 468) – Król
39. Katona (18 913) – Żołnierz
40. Fazekas (18 222) – Garncarz
41. László (18 058) – Władysław
42. Sándor (17 995) – Aleksander
43. Boros (17 749) – Winiarski (?)
44. Somogyi (17 646)
45. Kelemen (17 567) – Klemens
46. Jakab (17 246) – Jakub
47. Hegedűs (17 077) – Skrzypek
48. Antal (17 021) – Antoni
49. Orosz (16 575) – Rusin
50. Fülöp (16 540) – Filip
51. Vincze (16 353) – Wincenty
52. Veres (16 178) – Rudy
53. Deák (15 827) – Żak
54. Bogdán (15 392) – Bogdan
55. Bognár (15 034) – Kołodziej
56. Vörös (14 942) – Rudy
57. Váradi (14 867) – Grodzki (od węg. var = gród, zamek, miasto)
58. Vass (14 856) – Żelazo, Żelazny
59. Pál (14 774) – Paweł
60. Szücs (14 763) – Kuśmierz
61. Bálint (14 719) – Walenty
62. Illés (14 636) – Eliasz
63. Lengyel (14 628) – Polak
64. Pap (14 561) – Ksiądz
65. Fábián (14 560) – Fabian
66. Balog (14 511) – Mańkut, być może też jako wyróżnik innych ułomności
67. Budai (14 337) – Budzki (w rozumieniu: obywatel miasta Buda)
68. Szőke (14 251) – Blondyn (w polszczyźnie jako: Biały, Siwy i in.)
69. Bodnár (14 158) – Bednarz
70. Halász (13 855) – Rybak
71. Hajdu (13 114) – Hajduk
72. Pásztor (12 730) – Pasterz (?)
73. Bakos (12 647) – Kozioł/Kozłowski
74. Gáspár (12 465) – Kasper/Kacper
75. Major (12 443) – Major (z łaciny: maior, w rozumieniu: starszy, ważniejszy, większy)
76. Kozma (12 344) – Kosma
77. Máté (12 278) – Mateusz
78. Székely (12 277) – Sekler (pewnie też we formie przymiotnikowej: Seklerski)
79. Dudás (12 232) – Duda/Dudziarz
80. Novák (11 941) – Nowak (nazwisko słowiańskie)
81. Orbán (11 638) – Urban
82. Soós (11 631)
83. Hegedüs (11 614) – Skrzypek
84. Virág (11 567) – Kwiatek
85. Nemes (11 426) – Szlachcic, Szlachta
86. Szekeres (11 305) – Woźnica/Woźniak
87. Barna (11 177) – Barnaba
88. Pataki (11 140) – Potocki
89. Tamás (11 066) – Tomasz
90. Borbély (11 039) – Cyrulik/Golarz/Fryzjer
91. Faragó (10 917) – Snycerz (w j.polskim np. nazwisko Dłubacz)
92. Jónás (10 905) – Jonasz
93. Végh (10 715)
94. Kerekes (10 708)
95. Dobos (10 473) – Dobosz
96. Balla (10 444)
97. Kun (10 379) – Kuman
98. Barta (10 310)
99. Péter (10 194) – Piotr
100. Márton (10 043) – Marcin
101. Szántó (10 043) – Rola (z rozumieniu: ziemia uprawna)
102. Erdélyi (10 021) – Siedmiogrodzki (tj. mieszkaniec Siedmiogrodu)

## Odmiana nazwisk węgierskich[3]
Nazwiska węgierskie kończące się na spółgłoskę w języku polskim odmienia się jak rzeczowniki: Molnár, Molnára, Molnárowi; Liszt, Liszta, Lisztowi.
Nazwiska kończące się na -i oraz -y otrzymują końcówki przymiotnikowe: Gömöri, Gömöriego, Gömöriemu; Ormandy, Ormandyego, Ormandyemu.
Wyjątkiem są nazwiska zakończone na -gy, -ly, -ny, które odmienia się jak rzeczowniki zakończone na -dź, -j, -ń: Nagy, Nagya, Nagyowi; Kodály, Kodálya, Kodályowi; Arany, Aranya, Aranyowi.
W odmianie nazwisk spolszczonych nie zachowuje się -i ani -y: Batory, Batorego, Batoremu; Rakoczy, Rakoczego, Rakoczemu.
Nazwiska pochodzenia słowiańskiego odmienia się jak nazwiska polskie, zmieniając -szky i -czky na -ski i -cki: Rakovszky, Rakovskiego, Rakovskiemu; Medveczky, Medveckiego, Medveckiemu.
Nazwisko Jókai można odmieniać zarówno jako rzeczownik jak i przymiotnik: Jókai, Jókaia, Jókaiowi lub Jókaiego, Jókaiemu.
Podczas odmiany współczesnych nazwisk węgierskich zachowuje się litery alfabetu węgierskiego, natomiast nigdy nie stosuje się apostrofu.